# Histoire des sourds sous le Troisième Reich

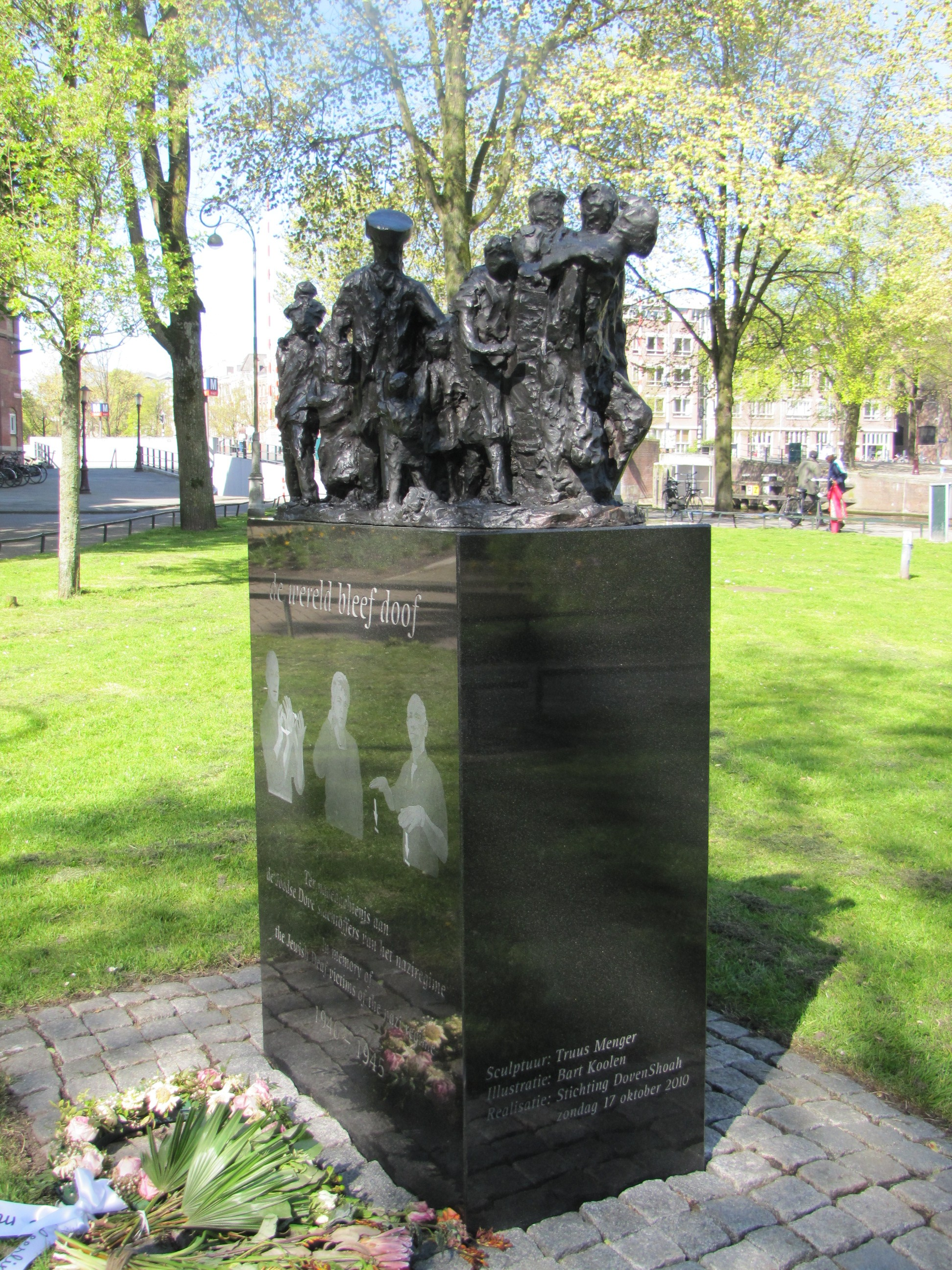
"Le monde resta sourd", monument à la mémoire des sourds juifs (Amsterdam).

Durant le Troisième Reich allemand (1933 à 1945), de nombreuses persécutions ont touché les personnes handicapées et plusieurs minorités dans l'Allemagne nazie. Les sourds ont fait partie des nombreuses victimes de cette période.  
Dans l'Allemagne nazie, des lois sont promulguées pour pratiquer la discrimination puis pour forcer les personnes handicapées à pratiquer des avortements forcés et à se faire stériliser contre leur gré. De nombreux médecins et autres personnes responsables des sourds collaborent avec le gouvernement pour dénoncer les personnes sourdes, y compris le REGEDE, organisation pour les sourds. Il est estimé qu'environ 15 000 sourds dont 5 000 enfants sourds sont contraints à des stérilisations contre leur gré. De nombreux avortements sont imposés dans les familles où le mari ou la femme est sourde. Les mariages des personnes handicapées (dont les sourds) sont interdits.   
Les sourds sont victimes de meurtres à grande échelle. D'abord, les enfants handicapés sont visés par ce que le régime nazi allemand appelle l'« euthanasie » des enfants. Ils sont emmenés dans des hôpitaux pour y être empoisonnés ou bien sont laissés à l'abandon et y meurent de faim.   
Puis les adultes sourds sont visés : il s'agit de l'opération dite Aktion T4. L'opération vise au meurtre de personnes handicapées dans des chambres à gaz, dans six centres en Allemagne, sous couvert d'euthanasie. Lorsque l'opération stoppe, les meurtres continuent par empoisonnement ou par la faim ("euthanasie sauvage"). Ces meurtres ont eu lieu de 1933 à 1945 et n'ont cessé qu'avec la fin de guerre et la capitulation de l'Allemagne. Les techniques employées sur les personnes handicapées et les personnes sourdes, furent ensuite employées à grande échelle sur les minorités, en particulier les Juifs et les Tziganes. 
Au total, environ 16 000 personnes sourdes sont assassinées, dont 1 500 enfants.    
Certains sourds ont tenté de résister, aidés de personnes entendantes. Un historien parle d'une résistance des sourds.   
Ces crimes sont restés largement impunis et ignorés après la guerre. Les victimes n'ont pas été indemnisées malgré plusieurs tentatives.

## Racines de l'eugénisme nazi
L'eugénisme est un courant de pensée qui pense qu'il est possible d'améliorer l'espèce humaine, ou une race humaine, en pratiquant les principes du darwinisme et en influençant la reproduction humaine. L'eugénisme, avant l'arrivée au pouvoir de Adolf Hitler, est représenté et défendu aux États-Unis par Charles Davenport. D'abord, les eugénistes tentent de pratiquer un eugénisme « positif » en tentant d'augmenter le taux de fertilité des populations considérées comme supérieures. Cette approche n'aboutissant à aucun résultat, ils se tournent vers l'eugénisme « négatif », à commencer par la stérilisation forcée et l'exclusion des populations inférieures : c'est le Johnson Immigration Restriction Act en 1924 (États-Unis).
L'eugénisme en Allemagne, avant la Première Guerre Mondiale, est modéré. La Première guerre mondiale a radicalisé cependant le mouvement eugéniste allemand. Les eugénistes commencent alors à défendre un eugénisme « négatif ». En 1920, l'intellectuel Karl Binding et le psychiatre Alfred Hoche publient l'idée qu'il peut être justifié de tuer les personnes qui ne méritent pas de vivre. L'idée est polémique mais continue à circuler et est récupérée par Hitler .

## Concept de surdité héréditaire sous la montée du nazisme
Les thèses eugénistes du régime nazi ont tenté de s'appuyer sur les théories ou les faits scientifiques, et des scientifiques lui donnent la légitimité dont il a besoin pour mettre en place sa politique. L'argument central des nazis est que la surdité est héréditaire et qu'elle doit être éradiquée de la « race ». 
En ce qui concerne la surdité, la première publication médicale parlant de la question de l'origine héréditaire de la surdité en Allemagne date de 1836. Le docteur Kramer, spécialiste en oto-rhino-laryngologie, écrit qu'il n'existe aucun lien héréditaire à sa connaissance : il n'existe aucun parent sourd qui ait eu des enfants sourds. Une publication en 1888 arrive à la même conclusion. Les premières statistiques en Allemagne, publiées en 1902 par F. Bezold, indiquent également une absence quasi complète de familles où des parents sourds ont eu des enfants sourds. Bezold cite un collègue qui a observé que sur plus de 6 000 familles où un ou deux parents sont sourds, seuls six ont eu un enfant également sourd. Bezold estime que 6,1 % seulement des sourds ont des parents ou relations familiales atteints de surdité ou perte auditive extrême.  
Malgré les preuves de l'absence d'hérédité de la surdité, les publications sur l'hérédité de la surdité se multiplient après 1935, lorsque publier des preuves de cette héritabilité devient « politiquement correct ». Plusieurs études sont publiées qui viennent soutenir la thèse de l'eugénisme. M. Weerner pense qu'un gène récessif est à l'origine d'un tiers des surdités (le recensement de 1925 décompte 45 000 sourds en Allemagne). Il estime que les porteurs des gènes récessifs homozygotes seraient entre 13 000  à   14 000 personnes tandis que les porteurs entendants seraient au nombre de 1 500 000. Plusieurs études vont dans ce sens à partir de 1935. Par exemple, une étude de Josef Wesendahl (dentiste) suppose que l'hérédité est portée sur un gène récessif, que 1 550 000 personnes en Allemagne seraient porteuses de ce gène et qu'elles auraient des enfants sourds si elles se mariaient entre elles. L'étude porte sur des chiffres totalement incorrects et est rejetée par une grande partie de la communauté. En 1941, S. Seidenberg utilise des études sur les jumeaux sourds homozygotes et hétérozygotes. Bien qu'elle n'observe aucune différence entre les deux (ce qui généralement indique que le problème n'est donc pas génétique), elle utilise des données indirectes pour appuyer malgré tout sa thèse d'une surdité d'origine héréditaire, évoquant des cas familiaux qui réfèrent en fait à des surdités dues à la vieillesse ou à la profession d'un des parents. Lorsque la cause de la surdité n'est pas connue (ce qui est très fréquemment le cas), l'hérédité est incriminée. C'est sur ces bases scientifiques caduques que le programme eugéniste nazi justifie ses crimes contre les personnes sourdes. 

## Première loi sur la prévention des naissances de personnes handicapées: stérilisations obligatoires
Après que Hitler eut été nommé Chancelier, l'eugénisme prit le nom d'hygiène raciale et le programme raciste et eugénique nazi fut alors mis en route. Les premières victimes sont les personnes handicapées, visées par des législations qui les excluent. Ainsi, seulement quatre mois et demie après l'arrivée au pouvoir de Hitler, une loi encourage et permet la stérilisation des personnes souffrant de divers troubles physiques ou mentaux. Il s'agit en fait d'une loi préparée en Prusse (état fédéral allemand) n'ayant jamais été mise en application. Le régime nazi reprend cette loi et y ajoute un programme de stérilisation obligatoire. C'est la loi allemande sur la stérilisation forcée du 14 juillet 1933.   
Les personnes « sourdes héréditaires » font partie des personnes définies comme handicapées par le régime nazi. Les autres handicaps visés par cette loi sont les déficiences mentales, la schizophrénie, la « folie circulaire » (troubles bipolaires), l'épilepsie héréditaire, la chorée de Huntington, la cécité héréditaire, les déformations physiques sévères héréditaires et l'alcoolisme sévère.    

### Qui sont les victimes
La loi prend effet à partir du 1er janvier 1934, menant à la stérilisation de 375 000 allemands. La première année, le nombre est encore faible par rapport aux années suivantes : 32 268 personnes sont stérilisées dont 52,9 % sont déficients mentaux ; 25,4 % sont des personnes diagnostiquées comme schizophrènes ; 14 % souffrent d'épilepsie. Dans des proportions plus faibles sont également touchés les aveugles (201 soit 0,6 %) et les sourds (337 soit 1 %). Cependant, ce nombre augmente rapidement à mesure que les moyens techniques et administratifs des nazis se perfectionnent pour éliminer un nombre de plus en plus grand de personnes.    
Au total, selon l'historien allemand Kurt Nowak, environ 15 000 ont été stérilisés contre leur gré de 1934 à 1945. Dans l'étude de Horst Biesold, le plus jeune a 9 ans et le plus vieux 50 ans au moment de leur stérilisation. Selon d'autres sources, l'Allemagne nazie a stérilisé plus de 400 000 personnes, dont environ 17 000 sourds allemands.  Les archives sur le sujet sont difficiles d'accès même pour les historiens, c'est pourquoi il est difficile de connaître les chiffres précis.  
La stérilisation touche hommes et femmes. Dans son enquête menée sur des survivants dans les années 1980, l'historien et éducateur de sourds Horst Biesold constate que 54 % des personnes stérilisées sont des femmes (enquête sur 1 215 personnes sourdes en Allemagne dans les années 1980).  

### Procédures de contrainte sur les victimes et leurs familles
Il s'agit de stérilisation contrainte : la grande majorité des victimes n'est pas informée ou n'est pas d'accord avec cette obligation de se faire stériliser. Même lorsque la victime n'est pas d'accord (ou sa famille dans le cas des enfants), la stérilisation est imposée par la force: la police vient chercher les victimes à leur domicile et les emmène dans les hôpitaux où se déroule l'opération.  
Les autorités tentent de forcer les familles et les victimes au silence. Les victimes se taisent souvent, pour plusieurs raisons. Elles se sentent humiliées car la propagande nazie les présente comme des personnes inutiles. Elle se sentent souvent honteuses et isolées. Mais les victimes et leurs familles sont également sommées par les autorités de ne pas en parler. Les législateurs et les institutions gardent le silence également quant aux persécutions. Une circulaire est envoyée à l'Union des pasteurs du Reich pour être distribuée aux congrégations, demandant explicitement aux pasteurs de ne pas parler des stérilisations. 
Ces stérilisations des personnes sourdes ont lieu même si les parents ont déjà eu des enfants et que leurs enfants sont normalement entendants. Le fait que la surdité soit héréditaire ou non (bien qu'à l'origine ce soit l'argument des nazis pour légitimer la pratique) n'est pas pris en compte. 
Les enfants sont également touchés par ces mesures. Les autorités peuvent trouver les personnes sourdes facilement dans les institutions pour sourds pour enfants ou pour adultes. Dans l'enquête de Biesold, 104 institutions sont citées ; le plus grand nombre de personnes stérilisées est trouvé à l'école de Soest et à l'école de la ville de Berlin. Les stérilisations les plus nombreuses ont pris place dans les villes où sont situées les écoles de sourds. Les enfants de 13 à 18 ans emmenés à l'hôpital pour être stérilisés ne sont pas informés du véritable but de leur opération. Ils sont emmenés à l'hôpital sous prétexte d'un autre traitement et sont complètement surpris par l'opération dont ils ne comprennent pas le but. Beaucoup découvrent la vérité bien longtemps après les faits.    
Les dénonciations sont le plus souvent l’œuvre des autorités de santé, médecins ou infirmiers (dans 46 % des cas connus), par le parti Nazi (30 %) et par leur école (22 %). 
Selon l'historien Biesold, la plupart des stérilisations prennent place entre 1935 et 1937, cependant ces stérilisations continuent jusqu'en 1945 à la fin de la guerre et la fin du régime nazi.

## Séquelles

### Chirurgie
Chez les hommes (environ la moitié des victimes), la stérilisation est pratiquée par vasectomie. La procédure chirurgicale est pratiquée avec une anesthésie locale et le patient peut sortir de l'hôpital le soir même. Chez les femmes, la chirurgie nécessitée est plus lourde. La cavité abdominale devait être ouverte. Une simple ligature des trompes est rarement pratiquée : la plupart du temps, l'utérus est enlevé. Une autre méthode est l'utilisation de rayons X, méthode employée lorsque la femme s'oppose à l'opération ou dans les camps de concentration.     

#### Décès des suites de la procédure de stérilisation
Ces stérilisations conduisent à de nombreux décès. Les chiffres précis de ces décès ne sont pas connus. Ils sont minimisés par les autorités nazies. En 1941, un observateur américain estime que l'opération de stérilisation allemande a provoqué le décès d'environ 5 000 personnes dont 90 % de femmes (il s'agit de l'ensemble de la population, et pas seulement chez les personnes sourdes).   
De nombreuses personnes se suicident à la suite de leur opération. Biesold rapporte six témoignages directs, mais il est probable que le chiffre soit élevé.   

### Séquelles à long terme
Les séquelles physiques et mentales sont graves. Chez les hommes et chez les femmes interrogés par Biesold (1 396 questionnaires soit environ 10 % du nombre total des victimes), près de trois-quarts des personnes interrogées disent continuer à avoir des douleurs physiques dans l'abdomen.   
De nombreuses personnes stérilisées renoncent à se marier en raison de leur stérilité, ou décident de choisir un partenaire également stérilisé. Pour beaucoup, les relations sexuelles sont rendues impossibles, difficiles ou douloureuses. Les personnes mariées puis divorcées incriminent souvent la procédure de stérilisation du régime nazi comme ayant un lien avec leur divorce.   
La détresse psychologique est grande, même chez les femmes qui se sont fait stériliser volontairement,,.

## Avortements forcés

### Loi
En 1935, un amendement à la loi sur la stérilisation permet de rendre légal l'avortement si l'enfant est à risque de devenir handicapé comme l'un de ses parents. Dans le même temps, l'avortement et la stérilisation de personnes en bonne santé sont fortement prohibés. Le nombre exact d'avortements forcés n'est pas connu.

### Description des victimes
Sur les 662 femmes rapportant une stérilisation forcée dans un rapport médical de l'époque, 57 rapportent aussi un avortement forcé. Il est probable que des avortements forcés ne sont pas rapportés. Sur ces 57 femmes, toutes rapportent qu'elles ont été forcées à avorter et 23 d'entre elles après plus de six mois de grossesse, ce qui était illégal. Sept d'entre elles ont du avorter à 9 mois de grossesse.

### Témoignage
Dans une émission télévisée, Fanny Milkus rapporte en détail les conditions de l'avortement, la façon dont les femmes sont enfermées contre leur gré et mises sous tranquillisants pour les forcer à rester dans leur chambre et ne pas s'enfuir avant l'opération. Elle rapporte que les infirmières pleurent également, et lui confient qu'elles ne peuvent rien dire, à cause de Hitler. Son témoignage est rapporté en intégralité dans le livre de Biesold.       

## Mariages interdits ou sous condition
Les lois suivantes visent les mariages. En septembre 1935, les lois raciales de Nuremberg interdisent les mariages entre Juifs et Allemands et un mois plus tard, une loi identique vise le mariage des personnes handicapées (Loi sur la protection de la santé héréditaire de la nation germanique, the law for the protection of the hereditary health of the German nation) : avant de se marier, les futurs époux doivent prouver qu'ils remplissent les conditions de bonne santé requises en présentant un certificat de bonne santé délivré par le bureau de santé publique. Les sourds ne peuvent se marier que s'ils sont stérilisés. 

## Collaborations
Pour exclure les populations, l'administration avait besoin de registres où repérer les membres des groupes discriminés. Or un tel registre n'existe pas en Allemagne en 1933. Les campagnes de stérilisation commencent donc par les personnes liées aux institutions et écoles spécialisées.   
L'Union des Sourds Allemands du Reich ReGeDe (de) est une union pour les sourds créée en 1927. Cette organisation perd son indépendance et est intégrée au programme nazi en 1933. Durant le Troisième Reich, ses dirigeants sont des nazis qui partagent l'idéologie de l'eugénisme et de l'« hygiène de la race », et collaborent aux persécutions des personnes sourdes, ce qui contribue grandement à l'isolement et à la détresse des sourds et de leurs familles.   
Le dirigeant du club athlétique allemand Siepmann croit avec enthousiasme à la mission de Hitler et aide à transformer l'association sportive en association contrôlée par les nazis. Il force les personnes sourdes, enfants et familles, à s'enrôler dans le ReGeDe. De nombreux sourds s'inscrivent au ReGeDe, non pas par idéologie, mais dans l'espoir que cela leur permettra d'échapper aux stérilisations forcées : le nombre de membres passe à 3 900 membres en 1933 à plus de 11 000 membres au 1er janvier 1937. Cependant, être membre du parti nazi n'empêche pas la stérilisation forcée : après douze mois de poursuites judiciaires, une personne sourde membre du parti nazi depuis 1933 est contrainte à la stérilisation. 
Les autorités comptent aussi beaucoup sur les dénonciations. Leur nombre est énorme au départ avec une estimation de 388 400 dénonciations en 1934-35. Une majorité écrasante des dénonciations vient donc des professionnels, médecins, infirmiers, enseignants et travailleurs sociaux. Sur ces dénonciations, 21 % sont rapportées par des médecins du service public, 20 % par d'autres médecins, 35 % par des directeurs d'institution et seulement 20 % du public. Dans l'étude de Biesold, les victimes de stérilisations sont dénoncées le plus souvent par les autorités sanitaires locales (46 %), puis par le parti nazi (30 %) et les écoles (22 %).  

## «Euthanasie» des enfants sourds
En 1939, avec le début de la guerre, les politiques nazies se radicalisent encore plus. Le régime met en place un programme pour commencer à éliminer les personnes qui « ne méritent pas de vivre ». Dr Karl Brandt, médecin de Hitler, et Philipp Bouhler (Chancellerie) sont choisis pour implémenter l' « euthanasie ». Ils nomment Victor Brack  à la tête ce projet pour organiser et exécuter les meurtres. Ces organisations et programmes sont organisés depuis une maison (dont les occupants juifs ont été expulsés) au 4 de la rue Tiergarten du quartier résidentiel Charlottenbourg de Berlin : elles seront nommées opération ou programme T4 (Aktion T4) après la guerre.    
Cependant, cette organisation ne peut pas mettre en œuvre le programme sans une coopération des départements de santé. C'est le département de la santé du ministre de l'intérieur du Reich qui s'en assure, avec le Dr Herbert Linden qui est responsable des hôpitaux d'État, de la race et de l'hérédité en liaison avec le programme T4. Hitler nomme ces meurtres « euthanasie » ou « mort charitable » ("Gnadentod"). 
Les meurtres commencent par les enfants (nourrissons et jeunes enfants) nés avec des déficiences mentales ou physiques. Ces meurtres sont ordonnés par une circulaire du ministère de l'intérieur du Reich : les médecins et sages-femmes et les hôpitaux doivent rapporter les « naissances monstrueuses ». Ils doivent aussi rapporter tous les cas d'enfants (de 0 à 3 ans) handicapés (trisomie 21, micro-céphalies, hydro-céphalies, déformations des extrémités). Les dossiers sont reçus au service de santé publique qui retransmet au comité du Reich (Reich committee for the scientific registration of severa hereditary ailments). Sur la base de ces fiches, le comité du Reich choisit les enfants pour le programme de meurtre. Les enfants sont alors transférés dans des hôpitaux d'État présentés aux parents comme des centres où leurs enfants recevront des soins d'experts et où leurs enfants pourront être guéris. Des moyens de coercition sont employés contre les parents qui refusent. Les enfants y sont tués par des overdoses de barbituriques ou parfois ils sont laissés sans nourriture et meurent de faim. Les médecins et les infirmiers de ces hôpitaux ont perpétré ces meurtres durant toute la durée de la guerre. Par exemple, une lettre manuscrite d'un haut responsable nazi, le sénateur Vagt, indique que les patients doivent être transférés des résidences psychiatriques ou hospitalières vers des logements plus primitifs, « où la mortalité naturelle sera plus importante », écrit-il.    
Ces internements s'accompagnent d'expériences médicales sauvages qui respectent aucune éthique, sont affreusement douloureuses pour les humains victimes de ces expériences (et n'ont par ailleurs aucune valeur scientifique).     

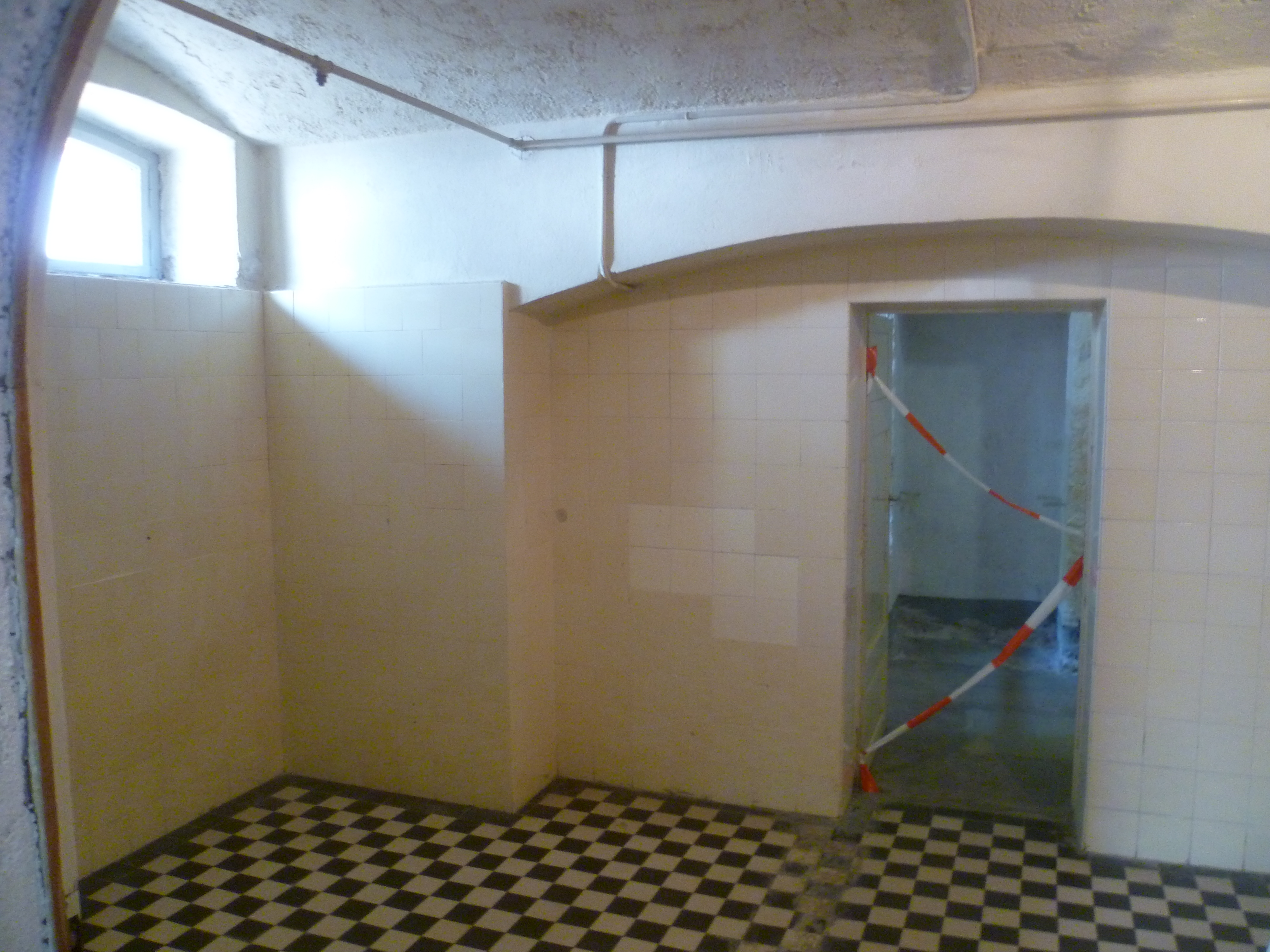
Chambre à gaz ressemblant à une salle de douche, Hadamar (Aktion T4).

Le programme s'étend ensuite à d'autres enfants. Les enfants handicapés plus âgés sont également transportés dans ces centres de la mort et tués par injections ou par la famine. Puis après 1943, les enfants juifs ou tziganes (ou roms) sont transportés et tués dans ces centres en particulier le centre de Hadamar.   
On estime qu'au total, 5 000 enfants ont été tués ainsi. Le nombre de sourds parmi eux est impossible à connaître précisément.       
Les enfants sourds font partie de ces jeunes victimes, ainsi que l'ont déclaré le psychiatre Hermann Pfannmüller lors de son procès à Nuremberg, puis son successeur d'après-guerre (en se basant sur les témoignages des survivants qu'il côtoyait).      

### Parents et lettres de condoléances
Pour mener à bien cette opération, les enfants sourds sont transportés dans des hôpitaux sous prétexte qu'ils y recevront des soins experts et seront « soignés », c'est pourquoi de nombreux parents ne protestent pas lorsque leur enfant est emmené dans un nouvel hôpital. Mais il s'agit en fait d'un programme de meurtre. On  les informe que les visites ne sont pas possibles car le personnel soignant est débordé en raison de la situation de guerre.
Les familles apprennent les décès de leurs enfants sourds par courrier, en recevant une lettre de condoléances. Ils apprennent que le corps de leur enfant a été incinéré. De nombreuses familles ne recevront jamais les cendres de leur enfant. 
De nombreuses preuves indiquent que les responsables ont menti aux familles : plusieurs signatures sont fausses et n'utilisent pas les noms des personnes responsables ; ils affirment toujours que leurs enfants sont morts de causes naturelles ; que leur corps a dû être incinéré (empêchant tout recours à une autopsie). Or on retrouve dans les témoignages des impossibilités, comme le fait que des personnes seraient mortes des suites d'une opération de l'appendicite alors que la personne avait déjà été opérée.

## Aktion T4: meurtres des sourds adultes dans les chambres à gaz

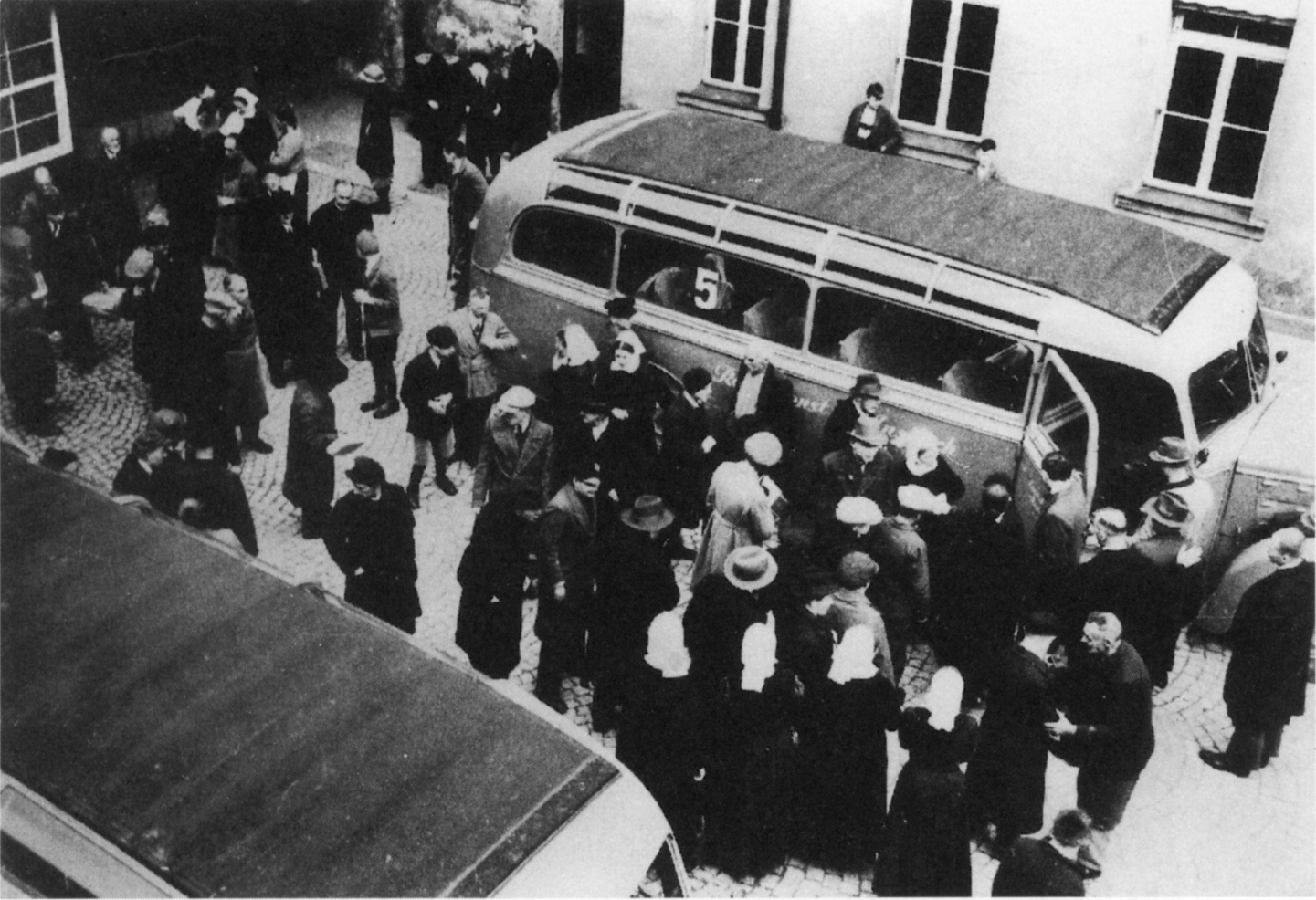
Embarquement des patients en autobus vers des hôpitaux où ils seront tués en chambres à gaz : le programme nazi dit Aktion T4 (1941).

Le meurtre des adultes handicapés est également confié à Brandt et Bouhler. Ce programme est simple à mener pour l'administration nazie, car il ne concerne que les adultes internés (les adultes non internés étaient la prochaine cible si l'Allemagne est en cas de victoire). La méthode de recrutement des adultes en institution est en fait similaire à celle déjà utilisée pour les enfants : les hôpitaux, les institutions pour personnes âgées ou encore les institutions spécialisées comme les instituts pour personnes sourdes de Wilhelmsdorf, Württemberg. 
En revanche, le nombre d'adultes est beaucoup plus élevé que celui des enfants, c'est pourquoi de nouvelles méthodes sont employées. Les chambres à gaz, qui ressemblent à des salles de douches sont installées dans six centres de meurtre : Brandenburg, Grafeneck, Hartheim, Bernburg, Sonnenstein et Hadamar.  Ces méthodes sont ensuite exportées à l'est et sont utilisées pour tuer les Juifs et Gypsies.

## "Euthanasies sauvages" dans les hôpitaux et institutions
Sous la pression de l'opinion publique, le meurtre des personnes handicapées par les chambres à gaz des six centres (Aktion T4) est stoppé par Hitler le 24 août 1941 (page 10). Le personnel du T4 déplace ses opérations sur les camps de concentration nazis où commencent les meurtres des prisonniers (cf. holocauste et Shoah).  
Cependant, les meurtres des personnes handicapées continuent, sous une autre forme. Les meurtres des enfants handicapés n'ont pas été stoppés, et les meurtres des adultes handicapés prennent la même forme que ceux des enfants. Ils sont tués par injections, par overdose de barbituriques, et par privation de nourriture. Ces meurtres se produisent dans les hôpitaux et sur une longue durée, les rendant moins faciles à détecter. L'opposition du public ne se fait pas entendre. Les personnes opérant pour le programme T4 utilisent le terme « euthanasie sauvage » pour décrire ces meurtres non centralisés (page 11). 
Avec la continuation de la guerre, les meurtres deviennent plus fréquents, plus arbitraires et les hôpitaux où se produisent ces meurtres ressemblent de plus en plus à des camps de concentration. Le personnel se met à tuer non seulement les malades qui ne peuvent plus travailler, mais également tout malade qui augmente le travail des infirmiers, les sourds et muets, les patients qui tombent malade ou qui désobéissent. (réf 18).

## Résistance Sourde en Allemagne
Très peu de sourds ont été se faire stériliser volontairement. Lors des campagnes de stérilisation forcée, environ un tiers des sourds visés par la loi sur les stérilisations a résisté, ou tenté de résister, en désobéissant à l'ordre de se rendre sur les lieux de la stérilisation. Cette résistance passive représente « des actes de courage admirables ».   
Dans la biographie de sa mère sourde, Maria Wallisfurth indique que les sourds veulent organiser une résistance contre la loi sur la stérilisation ; cependant, la nouvelle loi nazie autorise l'usage de la force contre les sourds (tout comme envers les autres personnes) qui refusent de se rendre à l'hôpital pour y être opérés.  
Parmi les personnes les plus remarquables de la résistance des sourds contre les lois de stérilisations, se trouvent   
- August Veltmann, président de l'association des sourds catholiques qui refusa de rejoindre les associations nazies (médaille de l'ordre du mérite du Pape)[33]
- Hermann Sommer, sourd et père de six enfants entendants, refusa la stérilisation en ayant recours à la justice mais perdit ses procès et ses appels[33]
- Karl Wacker, défenseur actif des sourds de Württemburg-Hohenzollern contre la stérilisation et contre leur « euthanasie » [33]
- Gertrude Jacob qui échappa à la stérilisation par un mariage avec un homme (sourd également) d'une autre nationalité : la loi sur la stérilisation épargnait en effet les sourds mariés avec une personne étrangère[33].

## Juifs sourds en Allemagne

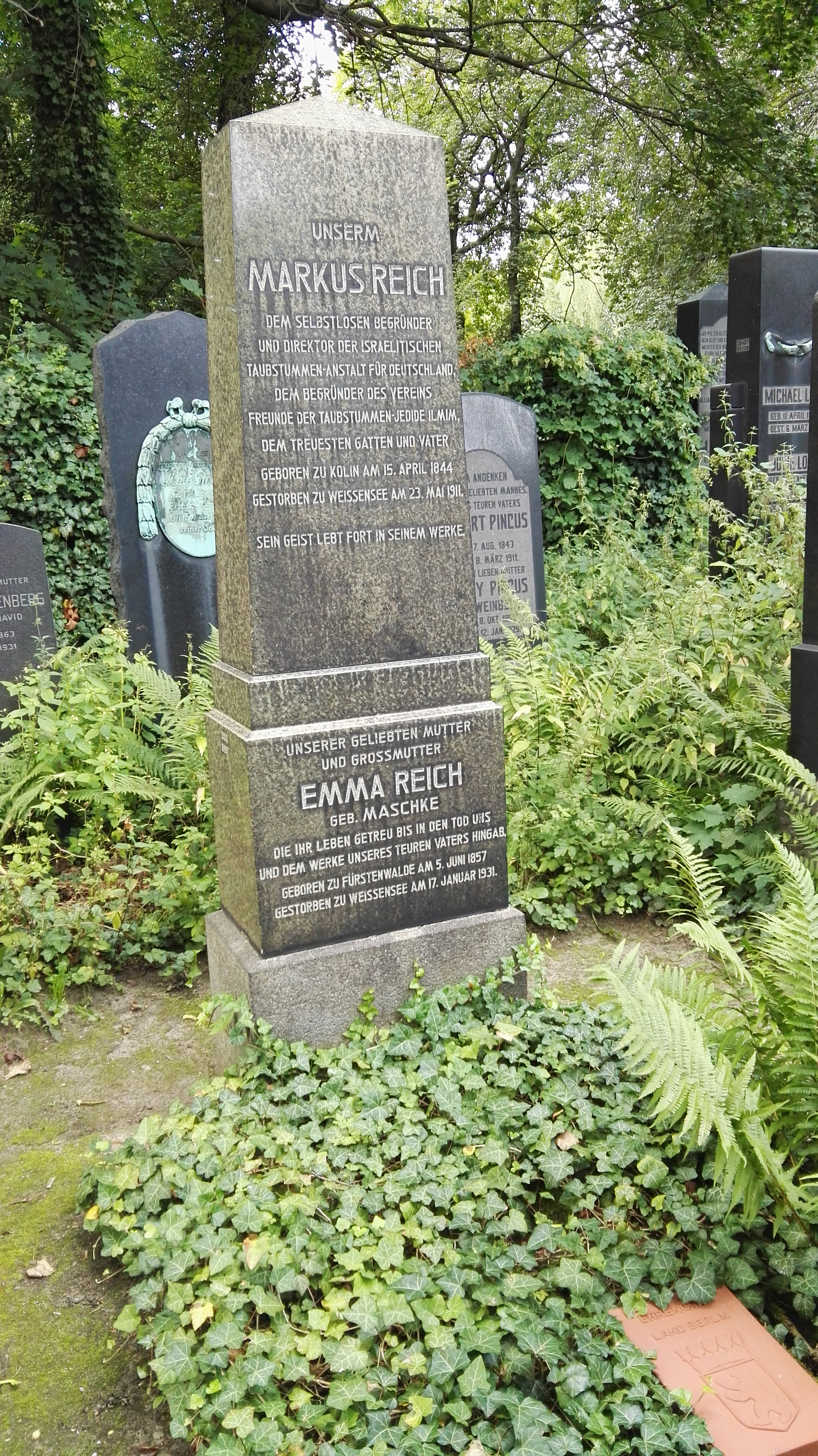
Tombe de Markus Reich (1844-1911) directeur de l'institut israélite des sourds d'Allemagne et fondateur de l'association des Amis de l'institut; et sa femme Emma Reich (1857-1931) qui fut directrice de 1911 à 1919. Berlin, Weissensee.

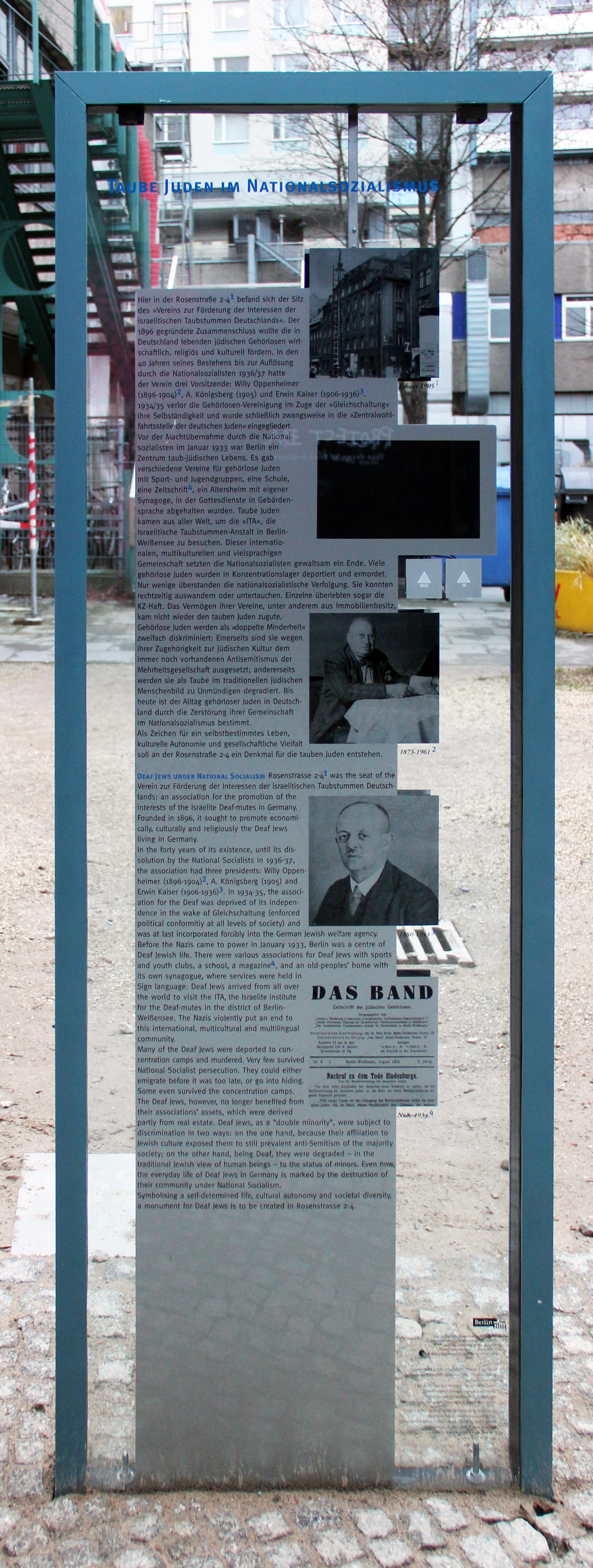
Monument à la mémoire des sourds juifs, Rosenstrasse 16, Berlin.

### Organisation des associations de sourds juifs
Les persécutions des sourds juifs viennent d'abord des sourds nazis (cf. paragraphe sur les collaborations). Les sourds nazis excluent les enfants juifs des institutions de sourds à la suite d'une directive des dirigeants de l'association du Reich pour les sourds allemands (Fritz Albreghs et Ballier) le 15 août 1933 : tous les juifs sont exclus, y compris les personnes âgées, ou encore les personnes ayant des responsabilités et des décennies de travail dans ces associations. Puis les lois sur la stérilisation entrent en vigueur et les persécutions des sourds juifs subies alors sont similaires à celles de tous les autres sourds.        
Les Juifs étant exclus des systèmes de santé, ils fondent une coopérative pour les personnes juives handicapées physiques. À la suite de cela, les deux organisations de sourds juifs, l'association pour l'avancement des sourds juifs en Allemagne, et l'association des anciens étudiants de l'institution israélite de Berlin-Weissensee fondent le Groupe 3 de cette nouvelle coopérative.

### Institution israélite des sourds de Berlin-Weissensee
Avant la Seconde Guerre Mondiale, l'institution israélite des sourds (Israelitische Taubstummenanstalt) (de) de Berlin-Weissensee est un centre éducatif, religieux et culturel qui compte environ un millier de sourds juifs allemands. L'institution a été fondée par Markus Reich (éducateur) (de), un jeune homme juif de la région de Bohême venu en Allemagne en 1865 pour recevoir une formation pour devenir éducateur et enseignant pour les sourds. Il étudie à l'institut royal des sourds de Berlin, où il observe que de nombreux enfants sourds, souvent juifs, ne sont pas admis à l'école. Il pense alors à monter une institution juive pour les enfants sourds. 
L'institution israélite des sourds est inaugurée en 1873 : quatre étudiants sont inscrits. À son décès en 1911, sa veuve, Emma Reich, prend la direction de l'établissement, puis son fils, Felix Reich (en) en 1919 qui se montre très actif pour informer de ses activités et continuer à financer l'école par l'association des Amis des sourds. En 1931-32, l'école compte 59 élèves.      
Avec l'arrivée au pouvoir de Hitler, des enseignants et certains élèves et leur famille quittent le pays. Felix Reich tente de permettre à l'école de poursuivre ses activités. En août 1939, il emmène huit de ses plus jeunes élèves à Londres pour les mettre à l'abri. C'est alors que l'Allemagne envahit la Pologne, empêchant Reich de rentrer pour sauver d'autres enfants. Il est arrêté à Londres, en raison du fait qu'il était officier allemand durant la Première Guerre Mondiale.       
Sur la façade du bâtiment, une plaque commémorative déclare « De ce bâtiment 146 enfants juifs sourds furent arrêtés par des bandits fascistes en 1946 et assassinés. En souvenir des morts et comme exhortation aux vivants ». L'institution est alors un succès, au point qu'elle inspire la création de la première école secondaire pour sourds dans l'état de Prusse, et accueille des élèves sourds de l'étranger.

### Déportations et assassinats
Les juifs sourds sont ensuite victimes, comme tous les autres juifs, de la Shoah (ou Holocauste). Ceux qui le peuvent s'enfuient dans d'autres pays en Europe, aux États-Unis et dans d'autres régions du monde.         
Pour les juifs restés en Allemagne, les persécutions sont intenses. La plupart sont déportés vers des « camps de travail » qui deviennent des camps de concentration où des millions de personnes sont assassinées (dans des chambres à gaz, ou par la famine et maladies liées à la famine). 
En Allemagne et dans les pays occupés par les nazis pendant la guerre, peu d'entre eux survivent. 

### Survie et résistance

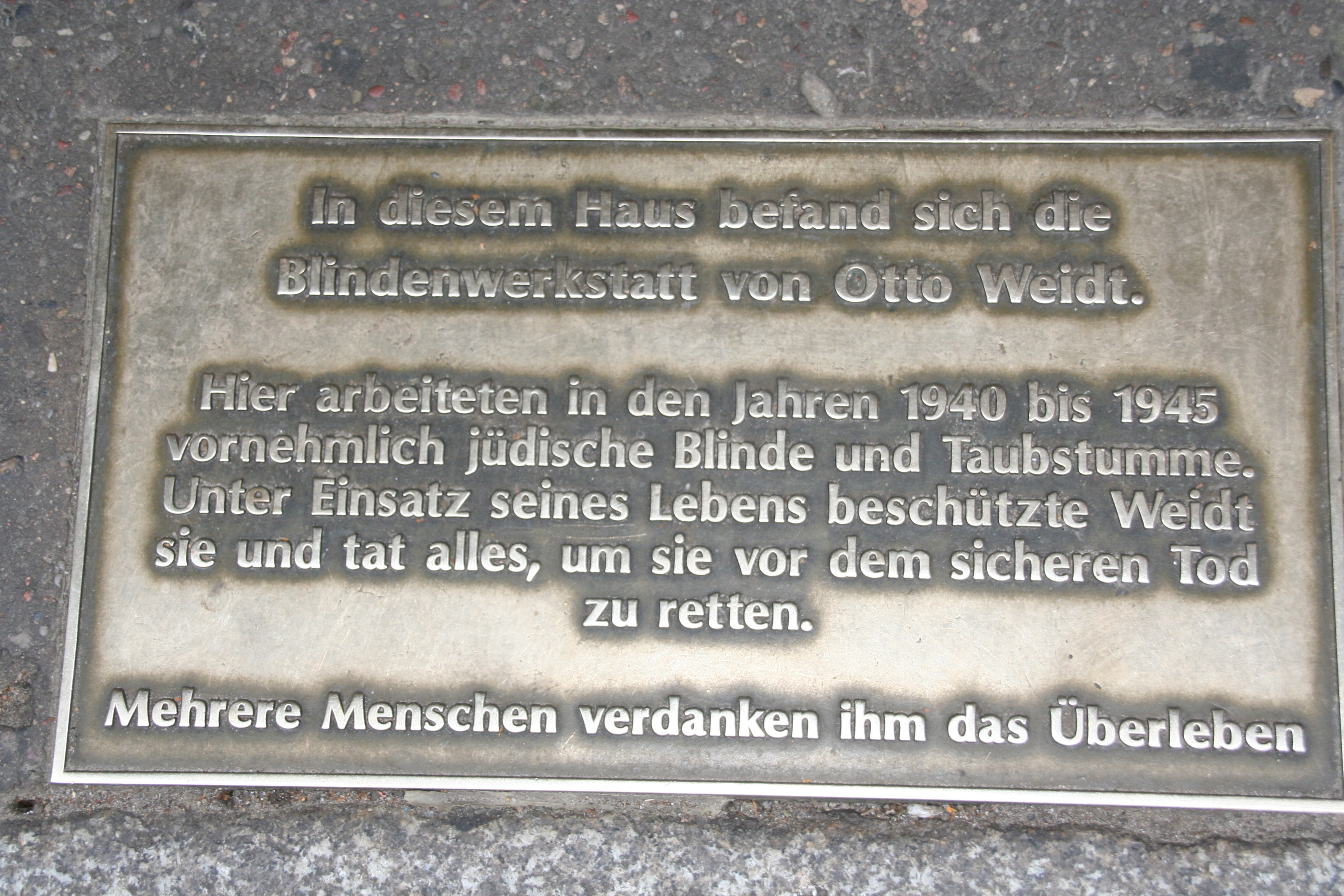
Plaque à l'entrée du 39 de la Rosenthaler Straße : « Dans cette maison se trouvait l'atelier pour aveugles de Otto Weidt. Ici travaillèrent de 1939 à 1945 des aveugles et des sourds-muets, juifs pour la plupart; Weidt les protégea au péril de sa vie et fit tout pour les sauver d'une mort certaine. Plusieurs personnes lui doivent d'avoir survécu. » (Berlin).

Certains juifs sourds survivent en étant aidés et cachés par des personnes non juives.  
Ainsi Otto Weidt, directeur d'une petite usine de la rue Rosenthaler à Berlin, parvient à cacher 65 de ses employés (sur 165 employés juifs handicapés, sourds ou malvoyants). Arrêté onze fois par la Gestapo, il continue malgré tout à protéger, nourrir et aider les employés qu'il cache. Seuls 27 d'entre eux survivent aux années de guerre,.

## Les sourds dans les pays d'Europe occupés
Dans les pays occupés par les nazis, en particulier en Pologne et en Union Soviétique (dirigée par Staline), les crimes de guerre nazis sont immenses et les populations civiles sont très touchées. Les personnes sourdes, tout comme les personnes handicapées ou placées en institutions (personnes âgées, sanatoriums, écoles spécialisées) sont touchées tout comme en Allemagne. 
Les sourds en sont pas seulement les victimes des nazis, certains participent à la résistance, passive ou active. 

### Pologne

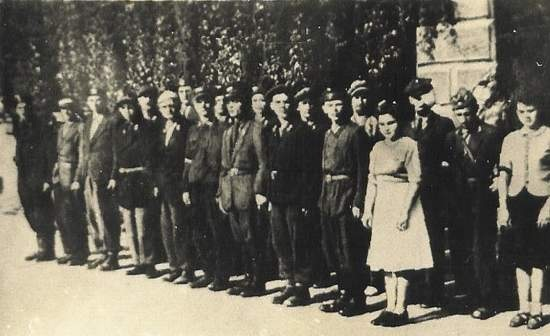
Pluton Głuchoniemych AK en août 1944

Des sourds participent activement à la résistance en Pologne. Un peloton sourd polonais, Pluton Głuchoniemych AK est mis en place en 1941. 

## Après guerre

### Jugements des nazis et médecins
Certains des criminels nazis sont jugés, emprisonnés ou exécutés en 1948 à la suite du procès des médecins nazis et des procès de Nuremberg.  

### Manque de reconnaissance des séquelles des stérilisations forcées
Après la guerre, les victimes handicapées ne sont pas reconnues comme des personnes persécutées par le régime nazi. Les survivants ne reçoivent aucune indemnisation, ni pour leurs stérilisations forcées ni pour leur séjour dans les hôpitaux meurtriers. La tentative de recevoir des indemnisations d'une personnes sourde allemande stérilisée de force se solde par des échecs en 1950 ; en 1964, une autre personne échoue à faire reconnaître les préjudices subis du fait de sa stérilisation forcée. Les stérilisations forcées ne sont pas reconnues comme des persécutions de la période nazie. 

### Documentaires
- Témoins sourds, témoins silencieux (2000), film français réalisé par Brigitte Lemaine et Stéphane Gatti.